# NHK廣播電視技術研究所

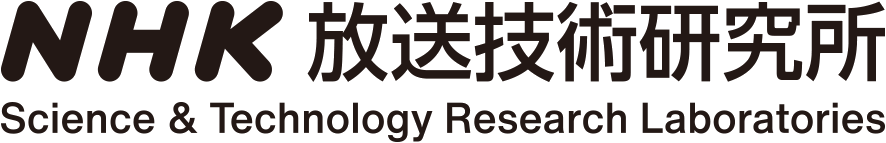
研究所標誌

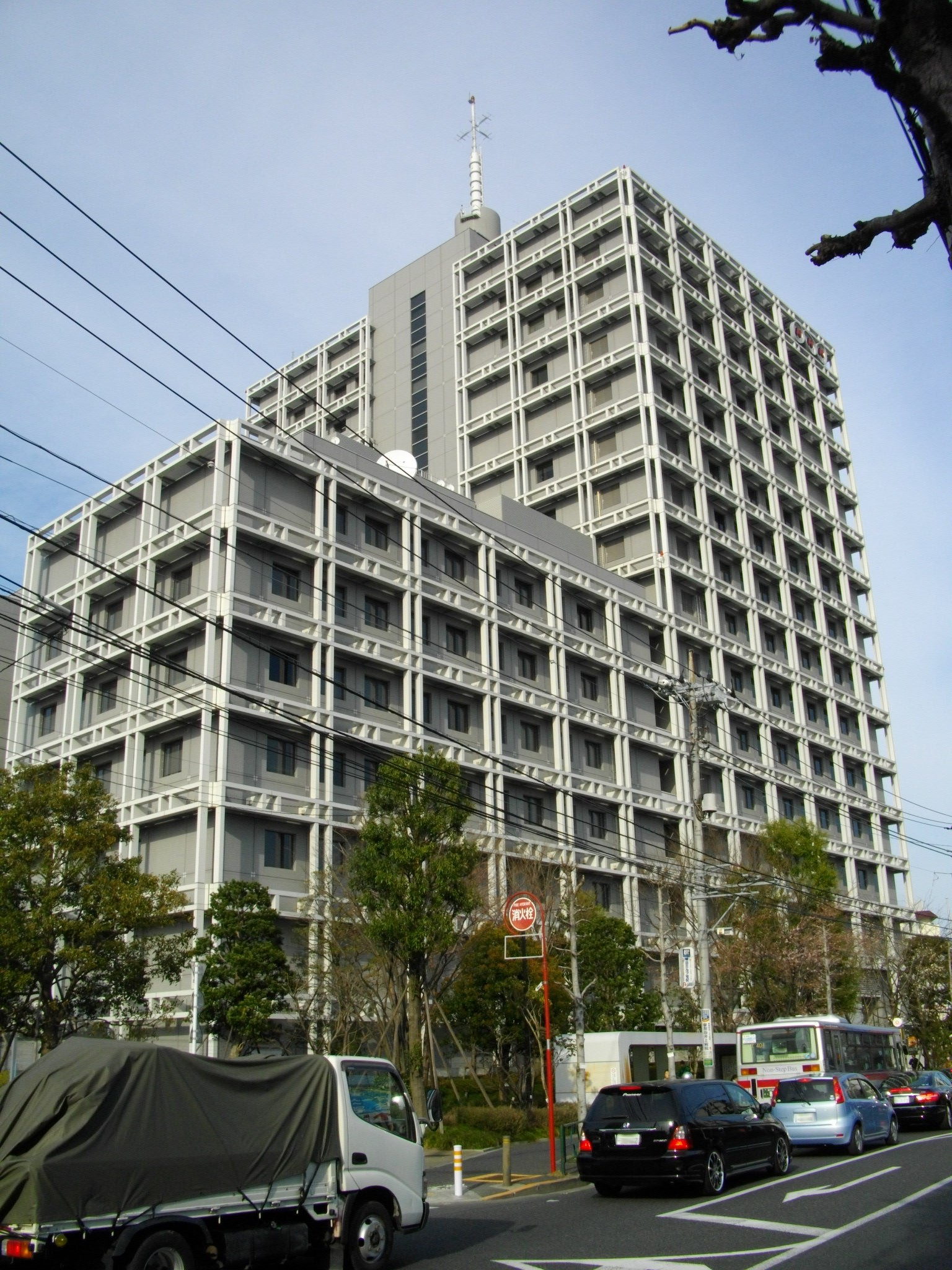
NHK广播电视技術研究所

NHK广播电视技術研究所是日本广播協會（NHK）在1930年設立的開發廣播技術的研究所，位於東京都世田谷區砧。通稱「NHK技研」。每年5月下旬，NHK广播电视技術研究所會對一般民眾公開展示其研究成果。
NHK广播电视技術研究所的前身是中央放送局技術部，1930年獨立，目的是進行日本的廣播用機械的基礎研究和應用研究，並實現研究成果。NHK广播电视技术研究所開發了眾多放送用機械，也是日本唯一研究開發廣播機械的研究所。在研究成果的實現方面，NHK广播电视技術研究所和眾多生產廠商實行共同研究。

## 外部連結
- NHK放送技術研究所公式サイト（页面存档备份，存于）
- 放送技術研究所建物（页面存档备份，存于）
- 日本放送協会放送技術研究所 | 松田平田設計（页面存档备份，存于）
- NHK廣播電視技術研究所的X（前Twitter）
- それは「イ」の字から始まった ～テレビのはじまり～ - マンガで読むNHKヒストリー（页面存档备份，存于）
- テレビの試験放送開始　NHK名作選（動画・静止画） NHKアーカイブス （页面存档备份，存于）